# ヒョウ皮のふちなし帽
「ヒョウ皮のふちなし帽」（原題： Leopard-Skin Pill-Box Hat）は、ボブ・ディランの楽曲。『ブロンド・オン・ブロンド』（1966年）に収録後、シングルカットされた。

## 概要
ニューヨークで2回、ナッシュビルで2回レコーディングが行われたが、最後に行われた1966年3月10日のセッションのものがレコードに使われた。プロデューサーはボブ・ジョンストン。
1967年4月24日、アルバムからシングルカットされた。B面は「我が道を行く（Most Likely You Go Your Way and I'll Go Mine）」。
「ピルボックス帽（pillbox hat）」とは頂点が平らでつばの無い婦人用の小型帽のこと。1961年にアメリカ合衆国のファーストレディになったジャクリーン・ケネディが着用したことで1960年代に広く知られるようになった。
スタジオ録音、コンサート音源の詳細は以下のとおり。
| 録音日        | 場所           | 演奏者 | レコード、CDなど                                                          |
| ------------- | -------------- | --- | ------------------------------------------------------------------------- |
| 1966年1月25日 | ニューヨーク   | ロビー・ロバートソン（ギター）、アル・クーパー（オルガン）、ウィリアム・E・リー（ベース）、ポール・グリフィン（ピアノ）、ボビー・グレッグ（ドラムズ） | 『ノー・ディレクション・ホーム：ザ・サウンドトラック（第7集）』（2005年） |
| 1966年1月27日 | ニューヨーク   | ロビー・ロバートソン（ギター）、アル・クーパー（オルガン）、リック・ダンコ（ベース）、ボビー・グレッグ（ドラムズ） | 『The Bootleg Series Vol. 12: The Cutting Edge 1965–1966』（2015年）      |
| 1966年2月14日 | ナッシュビル   | チャーリー・マッコイ（ギター、ベース）、ロビー・ロバートソン（ギター）、ウェイン・モス（ギター）、ジョー・サウス（ギター、ベース）、ジェリー・ケネディ（ギター）、アル・クーパー（オルガン）、ハーガス・ロビンス（ピアノ）、ケニー・バットレー（ドラムズ） | 同上                                                                      |
| 1966年3月10日 | ナッシュビル   | ロビー・ロバートソン（ギター）、ウェイン・モス（ギター）、ジョー・サウス（ギター、ベース）、アル・クーパー（オルガン）、ヘンリー・ストルゼレッキー（ベース）、ケニー・バットレー（ドラムズ）、ボブ・ディラン（冒頭のリード・ギター、ハーモニカ）           | 『ブロンド・オン・ブロンド』（1966年）、シングル（1967年）                |
| 1966年5月17日 | マンチェスター | ロビー・ロバートソン（ギター）、リック・ダンコ（ベース）、リチャード・マニュエル（ピアノ）、ガース・ハドソン（オルガン）、ミッキー・ジョーンズ（ドラムズ）                                                                                                 | 『ロイヤル・アルバート・ホール：ブートレッグ・シリーズ第4集』（1998年）   |

## カバー・バージョン
- ジョン・クーガー・メレンキャンプ - 『30〜トリビュート・コンサート』（1993年）に収録。
- ロビン・ヒッチコック - 『Robyn Sings』（2002年）に収録。
- ベック - 『War Child Presents Heroes』（2009年）に収録。
- ラファエル・サディーク - 『Chimes of Freedom』（2012年）に収録。
- マイケル・チャップマン - 『Blonde on Blonde Revisited』（2016年）に収録。
- キャット・パワー - 『Cat Power Sings Dylan: The 1966 Royal Albert Hall Concert』（2023年）。2022年11月5日にロイヤル・アルバート・ホールで行われたコンサートの音源[4]。